# Шэрон Картер
Шэрон Картер (англ. Sharon Carter), также известная как Агент 13 (англ. Agent 13) — персонаж серии комиксов компании Marvel Comics, секретный агент организации Щ.И.Т..
В оригинальном сюжете она является младшей сестрой Пегги Картер, а также возлюбленной Капитана Америки. Позже, в связи с временным парадоксом, её родство с Пегги было изменено — Пегги стала её тётей.

## История создания
Шэрон Картер была создана Стэном Ли, Джеком Кёрби и Диком Эйерсом и впервые появилась в № 75 Tales of Suspense (Март 1966).
Агент 13 погибает в Капитан Америка №237, но персонаж был возрождён в Капитан Америка №444.

## Биография
Шэрон Картер была дочерью Харрисона и Аманды Картер. Также у неё была тётя Маргарет «Пегги» Картер. Пегги боролась вместе с Капитаном Америкой во время Второй Мировой Войны до его мнимой смерти в Антарктиде. После этого Пегги, находясь в крайне тяжёлом состоянии из-за контузии, вернулась домой. Она рассказывала Шэрон множество историй про Капитана Америку. Вдохновлённая этими историями Шэрон решила стать агентом Щ. И.Т.а и получила кодовое имя «Агент 13».
Во время её первого задания Шэрон должна была захватить цилиндр, содержащий сильное взрывчатое вещество под названием Инферно-42. По случайному совпадению Стив Роджерс увидел Шэрон. Поскольку Агент 13 была очень сильно похожа на свою тётю, Капитан Америка принял её за Пегги Картер. Вскоре Шэрон Картер подверглась нападению наёмника по имени Батрок. Одолев Батрока, Роджерс спас Картер и не дал ИМИ использовать взрывчатые вещества.
Капитан Америка продолжал работать с Картер как с Агентом 13, не зная её настоящей личности. На одной миссии Капитан Америка спас Шэрон от АИМ. После этого у них начали завязываться романтические отношения. После уничтожения Четвёртого Спящего Щ. И.Т. разрешил Картер показать свою личность Капитану Америке. Впоследствии эта пара объединялась для выполнения многих миссий.
Спустя некоторое время Картер поручили поддерживать связь между Щ. И.Т.ом и полицией Нью-Йорка. Щ. И.Т. вместе с органами правопорядка искал группу под названием Национальные Силы, которой тайно управлял Доктор Фаустус. Во время митинга в Центральном Парке Картер попала под воздействие влияющего на ум газа, который создал Фаустус, и была похищена вместе с остальными людьми Директором Национальных Сил, являвшимся четвёртым Капитаном Америкой. В это время Шэрон активировала устройство самоуничтожения в своём костюме, и считалась погибшей вместе с другими членами митинга. Позже Роджерс увидел это на видеоплёнке.
Позже было показано, что Ник Фьюри сымитировал смерть Картер, чтобы она выполнила более опасную работу. Но что-то пошло не так, и Щ. И.Т. поверил, что Шэрон мертва, и оставил её в тылу противника. Негодуя, Картер присоединилась к войскам Красного Черепа. Однако Роджерс победил Черепа и нашёл Шэрон. Тогда Картер вернулась к себе домой.

### Возвращение
Шэрон всё ещё хотела отомстить Нику Фьюри за предательство. Узнав о смерти Ника и о его похоронах, Картер тайно проникла в Щ. И.Т., но случайно была обнаружена, и тогда ей пришлось бежать через энергетический портал. После входа в портал, она оказалась на фашистской территории времён Второй Мировой Войны, где столкнулась с Ником Фьюри.
Оказалось, что Фьюри нашёл документы, которые посеяли в нём сомнения по поводу судьбы бывшего директора Щ. И.Т.а, которого звали Падшим Ангелом. Официальная версия гласила, что он был убит агентами ГИДРЫ. Но на самом деле он покинул Щ. И.Т., после чего его похитила ГИДРА. Ситуация в стране была политически нестабильная, поэтому Фьюри, желая сосредоточиться на поисках истины, сымитировал свою собственную смерть. Его поиски привели его к закрытому проекту: порталу, созданному с помощью Космического Куба. Падший Ангел надеялся, что Фьюри найдёт его и попытался уговорить его препятствовать формированию Щ. И.Т.а. Но Фьюри не согласился со мнением Падшего Ангела, и тогда между ними завязалась драка. Драка закончилась тем, что они оба прошли обратно через портал, который не переместил их во времени, а лишь создал обстановку, состоящую из воспоминаний этих двух вояк. Падший Ангел покончил с собой, а Фьюри остался в тупике, путешествую по своей памяти в течение многих месяцев.
Присутствие Шэрон позволило побегу Нику осуществиться. Тогда Фьюри и Картер объединились и боролись против агентов Щ. И.Т.а, желая разрушить портал. В конце концов, Фьюри и Шэрон удалось сбежать за момент до разрушения портала, но Фьюри исчез во взрыве.

### XXI век
Позже Шэрон повторно вступила в Щ. И.Т.. Шэрон отслужила краткий срок в качестве руководителя Щ. И.Т.а. во время отсутствия Ника. После этого она стала офицером связи. Ей поручили отслеживать и передавать все действия Капитана Америки. Кэп и Шэрон сотрудничали и начали расследовать дело по Зимнему Солдату.
После Гражданской Войны Шэрон стала пешкой в руках Доктора Фаустуса и Красного Черепа. Когда Роджерса ранил снайпер, Шэрон, находясь под влиянием злодеев, выстрелила ещё 3 раза в Стива, тем самым убив его. После этого злодеи сделали так, что Картер забыла об этом.
Когда Кэпа доставили в больницу, он был уже мертв. Шэрон и Сокол сидели в приёмной, в то время как Роджерс находился на операционном столе. Когда Шэрон пошла в уборную, чтобы умыться, дочь Красного Черепа пошла вслед за ней. Там злодейка сделала так, что Картер вспомнила то, как она убила Стива. В этот момент память Картер возвращается к тому моменту, когда снайпер выстрелил в Стива. Она видит, что пробивается через толпу к Стиву, направляет на него пистолет и стреляет три раза в упор.
Вскоре Шэрон узнала, что недавно назначенный директор Щ. И.Т.а., Тони Старк рассматривает тело Роджерса как «экземпляр», из которого можно узнать секрет Сыворотки Суперсолдата. Тогда Картер дала Старку пощёчину и ушла в отставку.
После этого у Шэрон началась депрессия из-за того, что она добила Стива. Картер уже собиралась совершить самоубийство, но в этот момент узнала, что беременна от Стива.
Когда Сокол пришёл с Чёрной Вдовой за Шэрон, она вышла в комнату и сразу же атаковала их. Всё это Картер сделала под контролем Фаустуса. После этого она отправилась к Фаустусу на базу, где в этот момент находился в плену Баки Барнс. Тогда злодей приказал Баки выстрелить Шэрон в голову. Но он не послушался и выстрелил Фаустусу в голову. Патроны оказались холостыми. Его вырубили и отнесли в тюрьму. В это время Вдова и Сокол ворвались на базу Фаустуса. Баки воспользовался замешательством и вырубил всех охранников. Тогда Шэрон послали остановить его. Она хотела остановиться, но не могла. Шэрон вырубила героя электрошоковым пистолетом и отнесла на корабль. После этого злодеи взлетели, и Сокол погнался за ними. Шэрон сбросила Баки с корабля. Фаустус был недоволен, но Шэрон объяснила, что это был единственный способ оторваться от погони.
Позже Стив воскрес и стал Генеральным Директором. Он создал команду под названием Секретные Мстители и сделал Шэрон главной в этой команде. Позднее она присутствует на похоронах своей тёти и помогает Капитану Америке в бою с Браво и Бароном Земо.. Шэрон Картер, по-видимому, пожертвовала собой, чтобы остановить Арнима Золу от вторжения на Землю. Казалось бы, она погибла в гигантском взрыве. Позже выяснилось, что она жива и находится в плену у Золы с рождённым ребёнком на руках.

## Силы и способности
Шэрон является мастером боевых искусств. Помимо этого она имеет навыки в компьютерном программировании, шпионаже и владеет многими видами огнестрельного оружия.

## Альтернативные версии

### Ultimate-вселенная (земля 1610)

Ultimate Шэрон Картер

Во вселенной Ultimate Marvel Шэрон также является агентом Щ.И.Т.а на протяжении шести лет и имеет значимую роль в комиксах Ultimate Spider-Man. В этой версии у Шэрон рыжие волосы. Здесь она часто работает с Джимми Ву. Шэрон расследует общественные нарушения, связанные с нелегальными противоестественными мутациями. В её обязанности входит предотвращение нелегальных опытов и определение местонахождения этих опытов. 
Агент 13 часто появляется на месте сражения Человека-паука с суперзлодеями. Однажды она и её группа прибывает в Нью-Джерси, на поле боя между Пауком и Отто Октавиусом. Тогда же она находит секретную лабораторию, где исследуется Песочный человек. От смерти её спасает Человек-паук. Картер и Ву переживают побег злодеев во время событий Ultimate Six. Картер также делает своё появление во время арок Серебряного Соболя и Хобгоблина. Во время Саги о клонах она успокаивает жителей, эвакуированных из района Питера Паркера. Во время арки "Смерть Гоблина" она обсуждает с Кэрол Денверс убийство Зелёного Гоблина.
В какой-то момент Ultimate Origins Шэрон является действующей главой Щ.И.Т.а. Она отправляет Фантастическую Четвёрку расследовать инцидент в Проекте Пегас.

### Marvel Mangaverse (Земля 2301)
Когда Доктор Дум убивает Капитана Америка, Шэрон берёт его костюм. Ник Фьюри, сошедший с ума из-за зависти к суперлюдям, промывает мозги Шэрон и использует её в своём плане по уничтожению суперлюдей. Когда те поняли что происходит, было уже слишком поздно. План Фьюри удался на 99%. Когда Фьюри становится президентом США, он делает Шэрон директором Щ.И.Т.а.

### Земля X (Земля 9997)
В альтернативном будущем Шэрон Картер становится жертвой Гидры, созданной Норманом Озборном.

### What If…? (Земля 77105)
Во вселенной What If…?, в сюжете "Что если бы Капитан Америка и Баки не исчезли во время Второй мировой войны", Стив Роджерс становится директором Щ.И.Т.а, а Баки берёт на себя роль Капитана Америка. Шэрон влюбляется в Баки. Вместе с Роджерсом и Баки она расправляется с агентами ГИДРЫ. Они берут их форму и проникают на базу ГИДРЫ. тем не менее, Шэрон была быстро обнаружена, поскольку женщины не пускаются на базу. Когда Роджерс пытается захватить Барона Земо, активируется ловушку, сражающая троицу из Щ.И.Т.а. Затем появляется настоящий Барон Земо, однако во время битвы с ним погибает Баки. На похоронах Баки, Шэрон осуждает Стива за превращение Баки в орудие войны. 

## Вне комиксов

### Телевидение
Пег Диксон озвучила Шэрон Картер в мультсериале «Супергерои Marvel» 1966 года.

Эмили Ванкэмп в роли Шэрон Картер

### Фильмы
- В фильме «Капитан Америка» 1990 года роль Шэрон Картер исполняет Ким Гиллингэм.
- Эмили Ванкэмп исполняет роль Шэрон Картер/Агента 13 в фильме «Первый мститель: Другая война»[13][14] По сюжету фильма она получает миссию защищать Стива Роджерса. Она действует под прикрытием, изображая медсестру по имени Кейт, и живёт с ним по соседству. После роспуска Щ.И.Т.а Шэрон переводится в ЦРУ. При этом, ни её фамилия, ни родство с Пегги Картер в фильме не раскрываются, упоминается только имя — Шэрон.
- Ванкэмп повторила роль Шэрон Картер в фильме «Первый мститель: Противостояние»[15]. Она присутствует на похоронах своей тёти Пегги Картер, где встречает Стива Роджерса и раскрывает ему своё настоящее имя. По сюжету фильма ЦРУ переводит её на работу в Германию. Она участвует в предотвращении побега Зимнего солдата. Затем Шэрон помогает Капитану Америке и Соколу вернуть их снаряжение. Тогда же между ней и Стивом происходит первый поцелуй.
- Шэрон также появилась и в сериале «Сокол и Зимний солдат», как выяснилось после нарушения договора за помощь Стиву, её объявили в розыск. Она сбежала из страны, долго не видя родных и устав бегать, она подключила связи и обзавелась новыми по ту сторону закона. Шэрон стала известна, как "Торговец силой", занималась кражами оружия, в том числе сыворотками супер солдат, и перепродавала их в подполье. В ходе событий она помогла Баки и Сэму в борьбе с группировкой Супер солдат, но как выяснилось, делала она это для себя, лидер группировки Карли была под крылом у Шэрон, но предала её и стала убивать невиновных людей устраивая теракты. За помощь стране, с Шэрон сняли все обвинения и восстановили в должности, но помня старую обиду, она всё равно решила торговать краденным оружием, просто теперь делая это более легально, как агент ЦРУ.

### Видеоигры
- В игре «Ultimate Spider-Man» её озвучивает Джейн Хайдук.
- Шэрон Картер появляется в игре «Marvel Heroes» в качестве похищенного агента Щ. И.Т.а.
- В игре «Marvel: Future Fight» на OS Android и IOS Шэрон Картер является одним из играбельных персонажей в сюжетной миссии, правда Шэрон появляется из другого измерения в Манхэттене, которая с удивлением встречает Стива Роджерса.
- Шэрон Картер появляется в игре «Lego Marvel's Avengers».